# جيم بريكمان
جيم بريكمان (بالإنجليزية: Jim Brickman)‏ هو عازف بيانو ومغن مؤلف أمريكي، ولد في 20 نوفمبر 1961 في كليفلاند في الولايات المتحدة.

## وصلات خارجية
- الموقع الرسمي
- جيم بريكمان على موقع IMDb (الإنجليزية)
- جيم بريكمان على موقع ميوزك برينز (الإنجليزية)
- جيم بريكمان على موقع أول ميوزيك (الإنجليزية)
- جيم بريكمان على موقع ديسكوغز (الإنجليزية)
- جيم بريكمان على موقع قاعدة بيانات الفيلم (الإنجليزية)